# Svart oropendola
Svart oropendola (Psarocolius guatimozinus) är en fågel i familjen trupialer inom ordningen tättingar.

## Utbredning och systematik
Fågeln förekommer i fuktiga lågländer i östra Panama och norra Colombia. Den behandlas som monotypisk, det vill säga att den inte delas in i några underarter.

## Status och hot
Arten har ett stort utbredningsområde, men tros minska i antal, dock inte tillräckligt kraftigt för att den ska betraktas som hotad. Internationella naturvårdsunionen IUCN listar arten som livskraftig (LC). Beståndet uppskattas till i storleksordningen 20 000 till 50 000 vuxna individer.